# Ballet Nacional de Ruanda

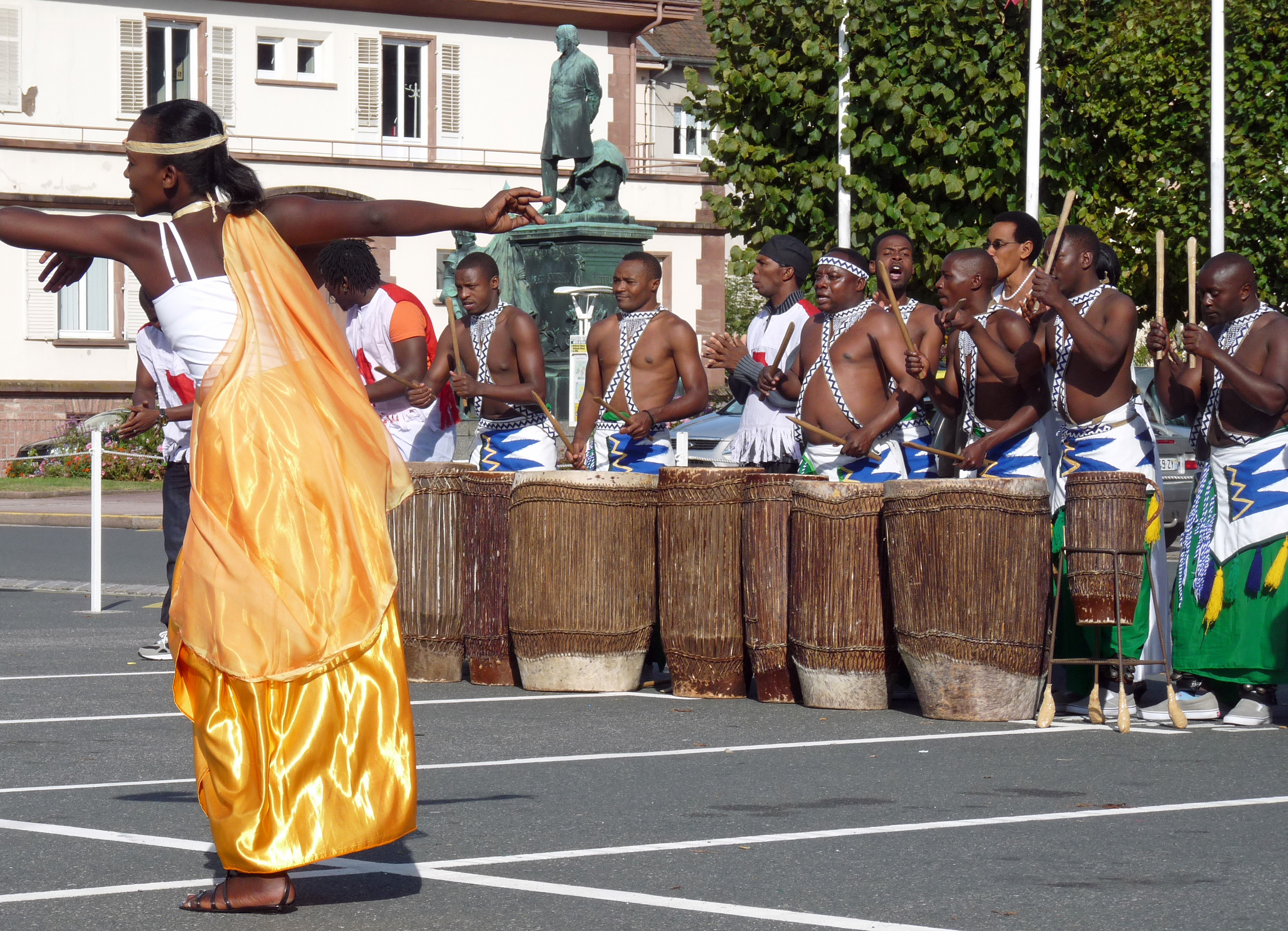
Fotografía de una presentación de 2011.

El Ballet Nacional de Ruanda ( en francés: Ballet national du Rwanda ), también conocido como Ballet Nacional Urukerereza ( Ballet national Urukerereza ), es una compañía de danza ruandesa . Fue creada en 1974 a instancias del presidente Juvenal Habyarimana .  Su espectáculo, de larga trayectoria, presenta canciones, tambores y danzas tradicionales ruandesas (la compañía no representa ballet europeo).
Su nombre Urukerereza significa literalmente «el que te hace demorar», en referencia a cómo mantiene la atención del público. Urukerereza fue la compañía nacional de danza-música creada en los años 70 por el Ministerio de Juventud y Cultura. Urukerereza se convirtió en la compañía superior del ballet con la formación de la compañía nacional junior, llamada Indangamirwa ( tdl. ‘los que reciben la atención’ ). La compañía juvenil fue fundada por el músico Simon Bikindi, supervisor de actividades culturales, en 1985. Los jóvenes se formaron en el antiguo palacio del mwami en Nyanza .  
Participan regularmente en festivales de danza y actúan en el extranjero.  En 2000, la compañía realizó su primera visita a América del Norte y actuó en el Festival Internacional de Niños de Seattle . 